# Scarred for Life (Harry and the Potters)
Scarred for Life è il secondo EP del gruppo indie-wizard rock Harry and the Potters. Pubblicato il 6 maggio 2006 dall'etichetta indipendente Eskimo Laboratories, l'EP ha avuto una tiratura limitata di 1 000 copie.

## Origine
Ispirato dal sesto libro della saga di Harry Potter, Harry Potter e il principe mezzosangue, Scarred for Life ha influenze molto più dark e oscure rispetto alle atmosfere pop punk degli album precedenti. L'idea che sta dietro a Scarred for Life parte dalla simulazione di un Harry Potter che crea una sua band hard rock. Per la sua produzione, i fratelli Paul e Joe DeGeorge hanno abbandonato le registrazioni casalinghe degli album precedenti ed hanno cercato un vero e proprio studio, sebbene appena un paio di mesi dopo sarebbero tornati nel loro salotto a registrare l'album Harry and the Potters and the Power of Love. Secondo i due giovani autori, le canzoni di Scarred for Life sono tra le loro creazioni "più gagliarde".

## Tracce
1. The Blood of a Prince – 3:01
2. Sectumsempra – 0:28
3. Horcruxes – 2:22

## Formazione

### Harry and the Potters
- Joe DeGeorge - voce, tastiere, pianoforte
- Paul DeGeorge - voce, chitarra
- Ernie Kim - batteria, basso

### Produzione
Registrato ai Soundtrack Boston
- Progettato da Paradise Dan
- Prodotto dagli Harry and the Potters e da Uncle Monsterface
- Grafica di copertina di Dan McCarthy